# Columbia Township (Lorain County, Ohio)

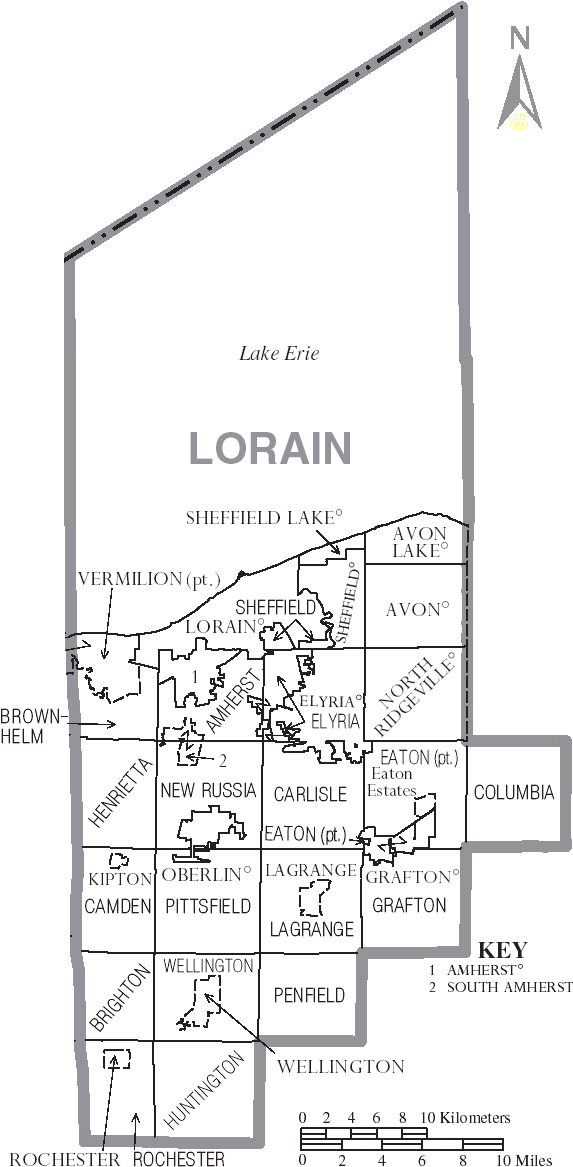
Lage des Columbia Townships ganz im Osten des Lorain Countys

Columbia Township, auch bekannt als Columbia Station oder nur Columbia, ist das östlichste von den achtzehn Townships des Lorain Countys, Ohio, Vereinigte Staaten. Columbia Township ist der offizielle Name, während Columbia Station für Postzwecke verwendet wird, da es in Ohio mehrere Townships namens Columbia gibt. Der Postname wurde gewählt, um das Township von den Columbia Townships im Hamilton County und im Meigs County zu unterscheiden. Sollte aus dem Township einmal eine eigene Gemeinde werden, wird diese wahrscheinlich Columbia Station heißen. Derzeit gibt es jedoch keine Gemeinden im Township. Bei der Volkszählung 2000 hatte das Township eine Gesamtbevölkerung von 6.912 Einwohnern, die in 2.452 Wohnsitzen lebten.

## Geschichte
Columbia Township war ein Teil der Connecticut Western Reserve. Die Townships, die hier vermessen wurden, hatten eine Länge und Breite von je 5 Meilen (rund 8 Kilometer) und nicht, wie sonst in den benachbarten US-Bundesstaaten üblich, eine Länge und Breite von je 6 Meilen (9,7 Kilometer). 1805, zwei Jahre nachdem Ohio der 17. Bundesstaat der USA geworden war, erreichte die Bundesregierung durch Verträge mit den Indianerstämmen in diesem Gebiet, dass auch das Gebiet westlich des Cuyahoga River besiedelt werden konnte. So legten die Bronson- und Hoadley-Familie aus Waterbury (Connecticut) ihre gesamten Ersparnisse zusammen, um ein ganzes Township zu kaufen. Sie suchten sich das Township 5 N, Reihe 15 W aus und kauften es am 7. April 1807 um 20.087 Dollar, ohne es vorher gesehen zu haben.
Damit gehörten die beiden Familien zu den ersten Siedlern westlich des Cuyahoga River und Columbia Township ist das am längsten von weißen Siedlern dauerhaft bewohnte Gebiet in dieser Gegend. Daher kann Columbia Township auch mit anderen Alleinstellungsmerkmalen aufwarten: Hier wurde 1808 das erste Klassenzimmer westlich des Cuyahoga eingerichtet, Sally Bronson war hier die erste Lehrerin. Das erste Kind, das nicht einer Familie der amerikanischen Ureinwohner entstammte, war Sally Hoadley, 1809. Der erste Friedhof wurde 1811 angelegt, die erste Kirchengemeinde der Episcopal Church entstand hier 1809.

## Naturpark
Die Lorain-County-Metro-Parks-Verwaltung eröffnete im Columbia Township im Jahr 2003 die Columbia Reservation. Ein 166 Hektar großer Naturpark mit Feuchtgebieten auf einer Fläche von 115 Hektar im Überschwemmungsgebiet des Rocky River. Es gibt hier 5 Kilometer an Wegen, auf denen man zwischen Marschen, Teichen, Feuchtwiesen und Sümpfen wandern kann. Das Gebiet ist bei Vogelkundlern besonders beliebt, weil es hier mehr als 50 Vogelarten gibt, darunter der Kanadareiher (Ardea herodias). Es ist geplant, den Park um weitere 32 Hektar zu erweitern.